# Вексель
Вексель (от нем. Wechsel) — ценная бумага, оформленная по строго установленной форме, дающая право лицу, которому вексель передан (векселедержателю), на получение от должника оговорённой в векселе суммы. Должником по простому векселю является векселедатель, по переводному векселю — иное указанное в векселе лицо (трассат), являющееся должником векселедателя. Существенной особенностью векселя является формальность обязательства по нему, которое отделяется от сути и природы первоначального долга. После акцепта переводного векселя или выдаче простого векселя в счёт погашения долга по какому-либо договору должник уже не может аргументировать отказ от оплаты по векселю условиями договора, который стал причиной возникновения первоначального обязательства. Формальность и обязательность превращает вексель из простой долговой расписки в специфическую ценную бумагу, которая во многих случаях может выполнять функции денег как средства обращения.
Обычно вексель является ордерной ценной бумагой — держатель указывается в векселе и может заменяться передаточным индоссаментом, в котором указывается новый держатель. Если вексель получен по индоссаменту с указанием лица, которому должно быть произведено исполнение, то для следующей его передачи обязательно требуется новый индоссамент, который подписывает текущий владелец. Индоссамент может быть бланковым или «на предъявителя», что не меняет ордерный характер векселя. Последующие передачи векселя на предъявителя возможны без новых индоссаментов. Лицо, передавшее вексель посредством индоссамента, несёт солидарную ответственность перед последующими векселедержателями наравне с векселедателем. Всё это существенно отличает вексель от передачи прав требования по цессии.
Вексель может быть или может стать именной ценной бумагой. Это происходит тогда, когда векселедатель помещает в векселе или векселедержатель помещает в индоссаменте слова «не приказу» или какое-либо равнозначное выражение. В этом случае передача векселя по индоссаменту запрещена, и его передача может быть осуществлена только в порядке цессии.
В простом и переводном векселе, который подлежит оплате сроком по предъявлении или во столько-то времени от предъявления, векселедатель может (но не обязан) обусловить, что на вексельную сумму будут начисляться проценты. Во всяком другом векселе такое условие (о начислении процентов) не допускается. Согласно международным правилам, процентная ставка должна быть указана в векселе.
Надпись на векселе, удостоверяющая, что вексель подлежит оплате по предъявлении или по истечении определённого срока со дня его предъявления, называется ави́сто (итал. a vista — по предъявлении). Надпись ависто может также учиняться на чеках и переводах.

## Обязательные реквизиты векселя

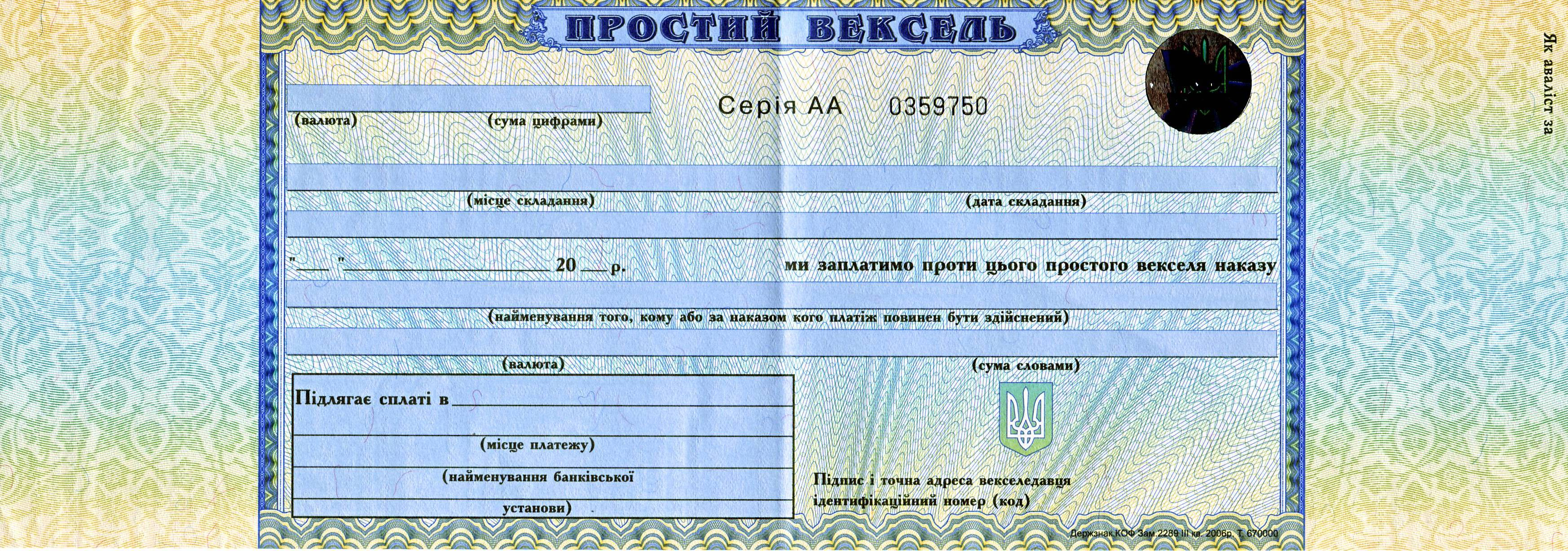
Украинский бланк простого векселя

Обязательные реквизиты векселя установлены Единообразным законом о переводно́м и простом векселе (ЕВЗ), являющемся приложением № 1 к Женевской конвенции от 7 июня 1930 года № 358 «О Единообразном законе о переводных и простых векселях»:
- вексельная метка «вексель» в тексте документа, составленная на том языке, на котором был выдан документ[6].
- безусловный приказ или обязательство уплатить определённую сумму;
- наименование плательщика и первого держателя;
- наименование ремитента;
- срок и место платежа;
- дата и место составления векселя и подпись векселедателя.

При отсутствии хотя бы одного из обязательных реквизитов документ не может быть признан векселем. Хотя есть ряд исключений:
- при неуказанном сроке платежа считается, что вексель подлежит оплате по предъявлении;
- при неуказании места платежа, таковым считается указанный адрес плательщика;
- при неуказанном месте составления, таковым считается адрес векселедателя;
- если на векселе имеются подписи лиц, неспособных обязываться или подложные, то подписи других лиц всё же не теряют силы.

Национальные правила оформления векселей могут существенно различаться. Так в Российской Федерации оформление векселей на оговорённых бланка носит рекомендательный характер и векселем признаётся любой документ, содержащий обязательные реквизиты. На Украине строго оговорена не только единая форма бланков векселей, но и процедура их приобретения, согласно которой у изготовителя бланки векселей могут купить только банки, а все остальные обязаны покупать уже у банков, которые помимо собственных расходов обязаны включать в цену государственную пошлину.

## История векселя

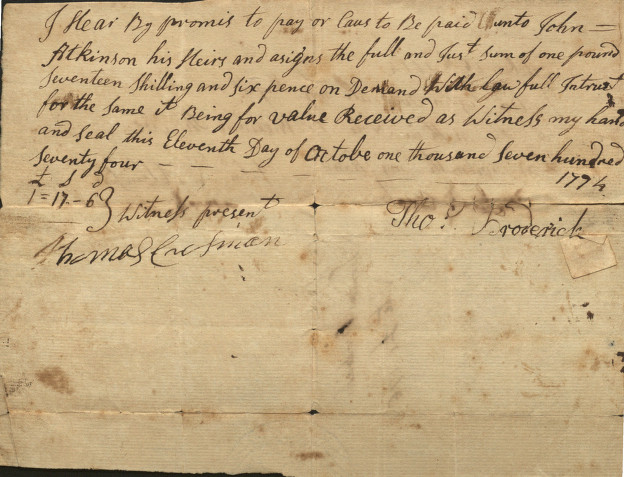
Пример рукописного векселя 1774 года

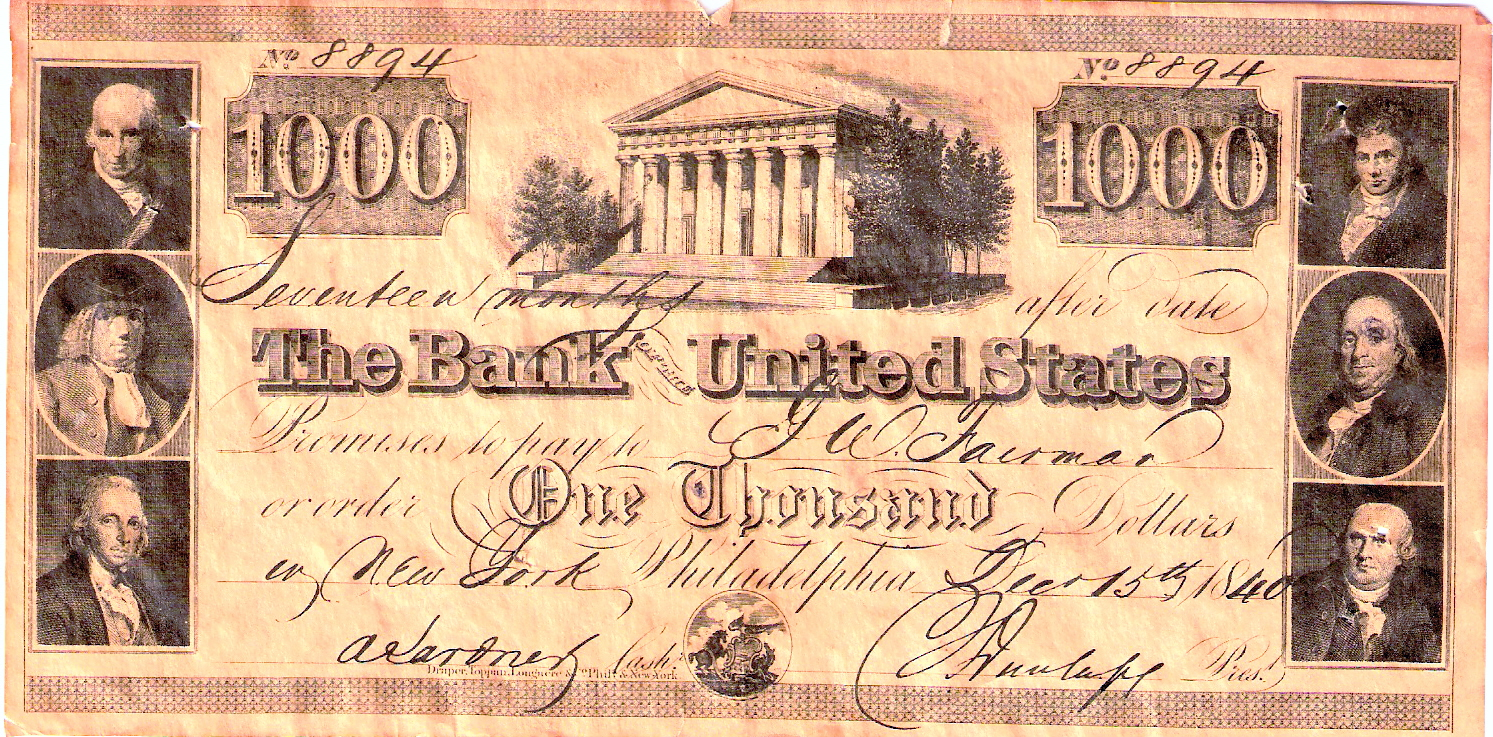
Вексель 1840 года

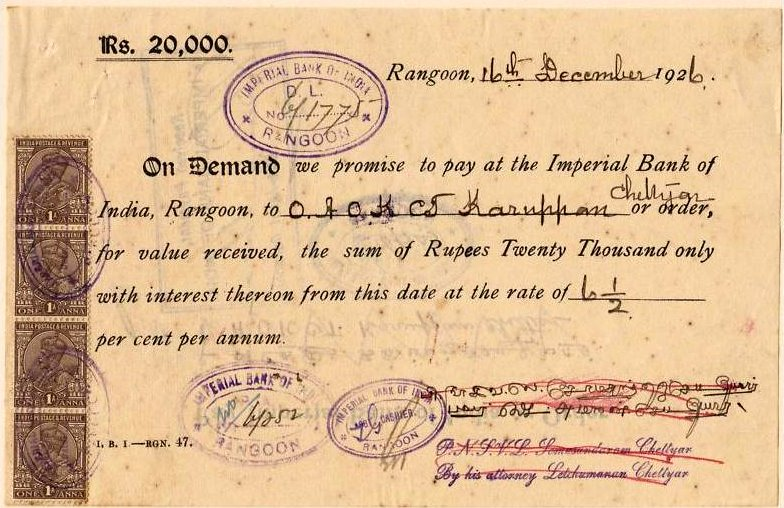
Вексель Императорского банка Индии, 1926 год

Вексель является одним из самых старых финансовых инструментов. Среди прототипов векселя следует отметить синграфы и хирографы, возникшие в древней Греции и позаимствованные Римской империей. В VIII веке в Китае возникли подобные векселю ценные бумаги фейцянь, а во время династии Сун — цзяоцзы и цзяоин, использовавшиеся для безопасного перевода денег на большие расстояния. Среди арабских прототипов векселя можно назвать долговые документы хавала и суфтаджа, вероятно, повлиявшие на возникновение в Италии в ХІІІ—ХІV веках первых форм векселя. Поскольку вексель появился в Италии, большинство терминов, связанных с векселями (индоссамент, аваль), имеет итальянское происхождение. Из первоначальной долговой расписки вексель приобрёл популярность при проведении операций по обмену валют. Меняла, получив денежные средства, выдавал долговую расписку, платёж по которой можно было получить в другом месте. Благодаря своей гибкости и удобству вексель быстро распространился по Европе. Увеличение объёмов вексельных операций потребовало законодательного закрепления сложившихся обычаев делового оборота, и в 1569 году в Болонье был принят первый вексельный устав.
Первые вексельные законы в европейских странах стали появляться в XVII—XVIII веках.
В средние века одновременно с крупными торговыми ярмарками, на которые свозилось много товаров на продажу из разных городов и стран, проводились вексельные ярмарки. Это были мероприятия, на которых осуществлялись расчёты по векселям. Самыми крупными вексельными ярмарками в XIII—XIV веках были ярмарки во французском графстве Шампань, а в XV—XVI веках антверпенская и лионская.
Первоначально векселедержателю запрещалось передавать свои права другим лицам. Однако уже к началу XVII века данные ограничения стали сдерживающим фактором в торговле и они были постепенно отменены. Вексельные права начали передавать посредством проставления особого приказа векселедержателя — индоссамента (от итал. in dosso — спинка, хребет, оборотная сторона — поскольку данная надпись совершалась, как правило, на оборотной стороне векселя).
В России вексель появился в начале XVIII века благодаря развитию торговых отношений с германскими княжествами. Поэтому русское слово «вексель» происходит от нем. Wechsel — обмен, переход. На основе германского вексельного законодательства был написан первый российский Вексельный устав 1729 года. Однако прямое заимствование зарубежных норм не отвечало требованиям российской действительности. Например, наиболее детально уставом регулировались вексельные отношения, связанные с переводом денежных средств (форма переводного векселя), в то время как в России наибольшее распространение получила практика использования векселей для оформления займов (форма простого векселя).
В 1832 году был принят новый российский Устав о векселях. В данном случае в основу документа были положены нормы французского права, а именно Французского торгового кодекса. Вместе с тем, устав содержал отдельные положения, заимствованные из германского вексельного права. Основное внимание по-прежнему уделялось переводным операциям. Простой вексель упоминался лишь для того, чтобы применить к нему (либо исключить) действие норм о переводном векселе. В связи с общей ориентированностью российского законодательства на нормы германского права, использование Устава о векселях влекло за собой определённые неудобства, и практически сразу после его принятия начались работы по его совершенствованию и изменению.
В основу нового устава было решено положить унифицированные нормы вексельного законодательства ведущих государств того времени. В течение 55 лет было подготовлено шесть редакций законопроекта. Параллельно в Устав о векселях вносились изменения, призванные устранить наиболее одиозные действующие положения. Так, 3 декабря 1862 года было утверждено мнение Государственного совета, которое распространило право обязываться векселями на все сословия, за исключением лиц духовного звания, нижних воинских чинов, крестьян, не имеющих недвижимой собственности и не взявших торговых свидетельств, а также женщин без разрешения родителей или мужей.

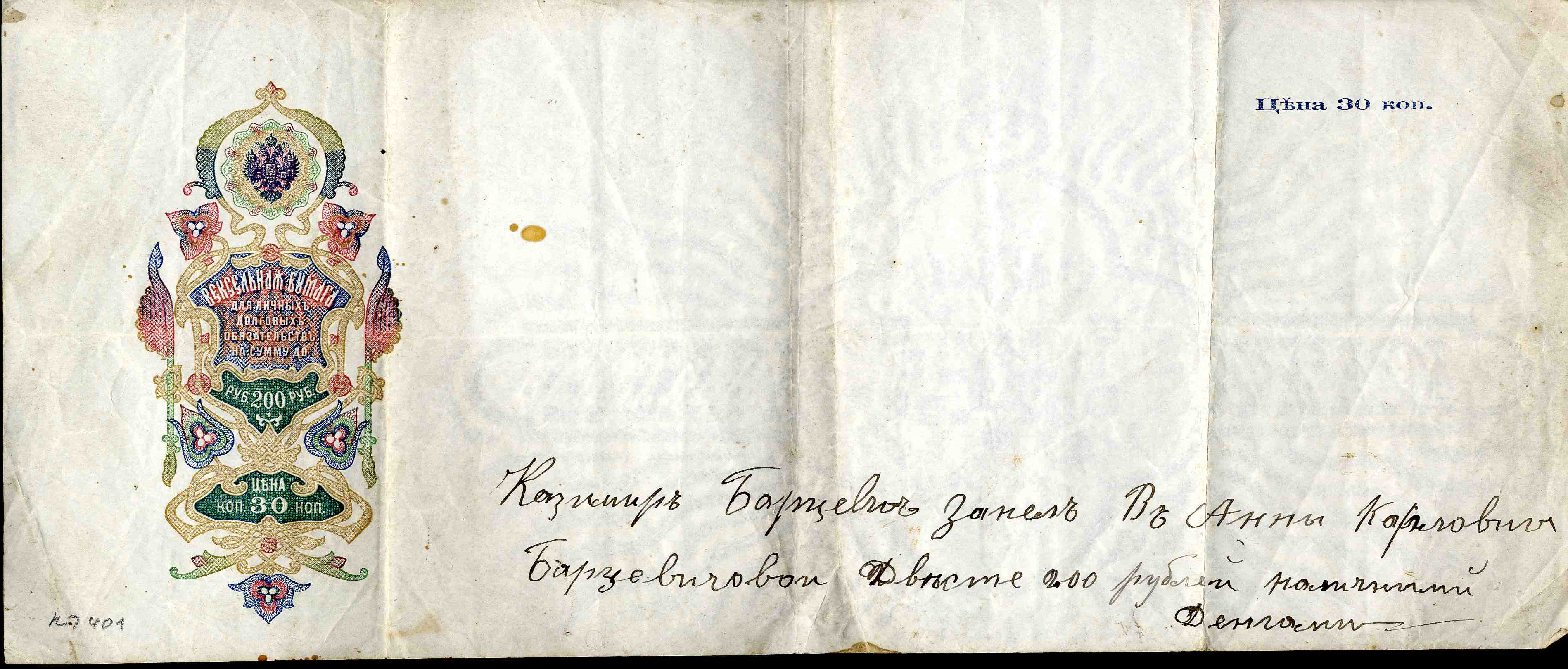
Вексельная бумага для личных долговых обязательств на сумму 200 рублей, Российская империя

В 1882 году появился закон о переводном векселе. Он был принят за основу вексельного законодательства в США, Австралии, Ирландии, Индии, Канаде, Судане, Пакистане.
Новый вексельный устав был утверждён 27 мая 1902 года. Он определял вексель как «совершенно независимое от предыдущих соглашений обязательство векселедателя о доставлении первому приобретателю или последнему векселедержателю в известный срок известной суммы денег». Устав состоял из 126 статей; первые две статьи представляли собой Введение, посвящённое классификации векселей. Остальные части были сгруппированы в два раздела, первый был посвящён простым векселям, второй — переводным векселям. Каждый из разделов содержал по пять глав: первая глава определяла порядок составления и обращения векселей; вторая — ответственность плательщика; третья — процедуру совершения протеста по векселям; четвёртая — сроки для предъявления вексельных исков; пятая — нормы, не вошедшие по тем или иным причинам в первые четыре главы.
Российский вексельный устав 1902 года просуществовал до Октябрьской социалистической революции 1917 года. Декретом Совета Народных Комиссаров от 11 ноября 1917 года был объявлен двухмесячный мораторий на осуществление вексельных платежей, а также вексельных протестов. Отсрочка была установлена с 25 октября 1917 года на два месяца. Все протесты векселей, сделанные с 25 октября по 10 ноября 1917 года отменялись, взыскания по векселям и исполнительным листам приостанавливались на срок действия моратория. В дальнейшем обращение векселей на территории РСФСР было в значительной степени сокращено. Лишь при переходе к новой экономической политике в 1922 году было принято Положение о векселях, в соответствии с которым кооперативам и банкам разрешалось выдавать и принимать к учёту (выкупу) векселя, а также использовать их для оформления кредитных операций.
В 1928 году в ходе финансовой реформы потребительским обществам и их союзам было запрещено проведение кредитных и вексельных операций, что повлекло за собой ликвидацию вексельного обращения внутри страны. Однако вексель продолжал использоваться во внешнеэкономической деятельности. Развитие торговых связей привело к тому, что в 1936 году СССР присоединился к Международной конвенции о векселях, включающей в себя Единообразный закон о переводном и простом векселе. Постановлением Центрального Исполнительного Комитета и Совета Народных Комиссаров СССР от 7 августа 1937 года № 104/1341 было введено в действие «Положение о переводном и простом векселе», которое практически полностью воспроизводило текст Единообразного закона о простом и переводном векселе. Несмотря на это, во внутренних экономических операциях вексель по-прежнему не применялся, поскольку финансирование хозяйственной деятельности экономических субъектов осуществлялось за счёт централизованного распределения денежных ресурсов.
Вторично в обращение на территории России вексель был введён Постановлением Президиума ВС РСФСР от 24 июня 1991 года. № 1451-I «О применении векселя в хозяйственном обороте РСФСР», которое, хотя и не содержало упоминаний Постановления ЦИК и СНК СССР 1937 года, воспроизводило его с незначительными отличиями. В последующем данный документ был отменён Федеральным законом от 11 марта 1997 года № 48-ФЗ «О переводном и простом векселе», который установил, что в соответствии с международными обязательствами Российской Федерации, вытекающими из её участия в Конвенции от 7 июня 1930 года, применяется Постановление ЦИК и СНК СССР «О введении в действие Положения о переводном и простом векселе» от 07.08.1937 г. № 104/1341. Также данный Федеральный закон устранил ряд спорных моментов, касающихся выпуска векселей и начисления процентов и пени, а также ограничил круг лиц, которые могут обязываться по простым и переводным векселям, исключив из него субъекты Российской Федерации, городские, сельские поселения и другие муниципальные образования. В настоящее время на территории Российской Федерации данный закон является основополагающим при регулировании вексельных отношений.

## Вексель в литературе
- У. Шекспир в произведении «Венецианский купец» писал: — К нотариусу вы со мной пойдите
 И напишите вексель; в виде шутки,
 — Когда вы не уплатите мне точно
 В такой-то день и там-то суммы долга… 
 — Мой вексель! Против векселя ни слова!
 — Я клятву дал, что получу сполна.
 Мой вексель! Ничего не стану слушать.
 Плати по векселю; ни слова больше…
- В пьесе А. Н. Островского «Свои люди — сочтёмся» купец Самсон Силыч Большов говорит так о векселе: «На-ко, говорит, вексель. А по векселю-то с иных что возьмёшь! Вот у меня есть завалящих тысяч на сто, и с протестами; только и дела, что каждый год подкладывай. Хошь за полтину серебра всё отдам!… Всё вексель да вексель! А что такое это вексель? Так, бумага, да и всё тут. И на дисконту отдашь, так проценты слупят, что в животе забурчит, да ещё после своим добром отвечай».

- В «Преступлении и наказании» Ф. М. Достоевского: В ответ на глубокие внутренние переживания Родиона мать присылает ему деньги, на которые Раскольников выкупает у хозяйки вексель.
- «Игроки» — комедия Николая Гоголя, Глов-младший проигрывает компании двести тысяч и оставляет им вексель на эти деньги.

## Юридические особенности в праве стран мира

### В России
По российскому закону проценты выплачиваются в размере ключевой ставки, установленной Центральным банком Российской Федерации по правилам, установленным статьёй 395 Гражданского кодекса Российской Федерации. Проценты начисляются со дня составления переводного векселя, если не указана другая дата.
Эмитентами векселей (векселедателями) могут выступать государство, юридические и физические лица.
Преимущества использования вексельных программ для привлечения оборотных средств российских предприятий:
1. Простота процедуры выпуска, не требуются залог, регистрация проспекта эмиссии и итогов выпуска, и связанные с этим материальные затраты.
2. Предприятие не зависит от одного кредитора.
3. Повышение финансовой устойчивости предприятия — векселедателя.
4. Предприятие имеет возможность управлять своим долгом и рефинансировать его путём дополнительных эмиссий или досрочного выкупа векселей.
5. При развитии вторичного рынка векселей компании, как у векселедателя, так и у покупателя (векселедержателя) появляются различные дополнительные возможности проведения операций с данными ценными бумагам, в частности — в качестве расчётного средства в отношениях с поставщиками, подрядчиками, и т. д., а сама компания — векселедатель получает дополнительную рекламу.
6. Выпуск векселей предприятия ведёт к уменьшению его налогооблагаемой базы, так как дисконты по векселям относятся к затратам.

Российский вексельный рынок нечувствителен к колебаниям мировых фондовых площадок, что привлекает в этот сегмент даже иностранные инвестиции. Риски по таким вложениям минимальны, получаемый доход — стабилен, подобные инвестиции не требуют наличия у инвестора специальных знаний и навыков управления финансами.
В 2014 году ЦБ начал проявлять повышенное внимание к банкам, у которых есть на балансе векселя. Это связано с тем, что регулятора стала не устраивать ситуация, когда банком за 100 млн рублей перекупаются вексели стоимостью в 1 млрд, на абсолютно нерыночных условиях. С помощью такой схемы банк может скрыть дыру в балансе — например, приукрасить ситуацию с проблемными заёмщиками: компания-клиент гасит кредит векселем, получает новый заём и выкупает долговую расписку; в результате клиент выглядит как надёжный заёмщик, кредит не просрочен, а банк высвобождает резервы и показывает прибыль. Дыра в балансе — повод для применения регулятором надзорных действий, вплоть до отзыва лицензии. Как следствие в последние годы происходит выдавливание векселей из банковских активов, в общем этот процесс, в частности, связан с «подпорченной репутацией» векселя как инструмента отмыва, обналичивания, транзита, ухода от налогов и рисования капитала.

### Нормативные акты
- Федеральный закон «О переводном и простом векселе»
- Конвенция о единообразном законе о переводном и простом векселе Архивная копия от 11 февраля 2009 на Wayback Machine
- Положение о переводном и простом векселе